# Гагарино (Восточно-Казахстанская область)
Гагарино (каз. Гагарино) — село в Уланском районе Восточно-Казахстанской области Казахстана. Входит в состав Таврического сельского округа. Находится примерно в 55 км к северо-западу от районного центра, посёлка Касыма Кайсенова. Код КАТО — 636247100.

## История
До 2013 года село являлось административным центром и единственным населённым пунктом Гагаринского сельского округа.

## Население
В 1999 году население села составляло 1155 человек (572 мужчины и 583 женщины). По данным переписи 2009 года, в селе проживал 921 человек (475 мужчин и 446 женщин).